# メル・ギブソン
メル・ギブソン（Mel Gibson, 本名：Mel Colm-Cille Gerard Gibson, 1956年1月3日 - ）は、アメリカ合衆国とオーストラリアの映画俳優、映画監督、脚本家、映画プロデューサー。身長177センチメートル。ニューヨーク州ピークスキル生まれ。

## 経歴
アメリカ生まれだが、父親の事業の失敗で1968年に家族でオーストラリアに移住した。11人兄弟で育つ。ジェフリー・ラッシュとは大学時代のルームメイトだという。ジュディ・デイヴィスらと共にオーストラリア国立演劇学院で学び、1979年にアクション映画『マッドマックス』の主役で脚光を浴びスターの座をつかんだ。

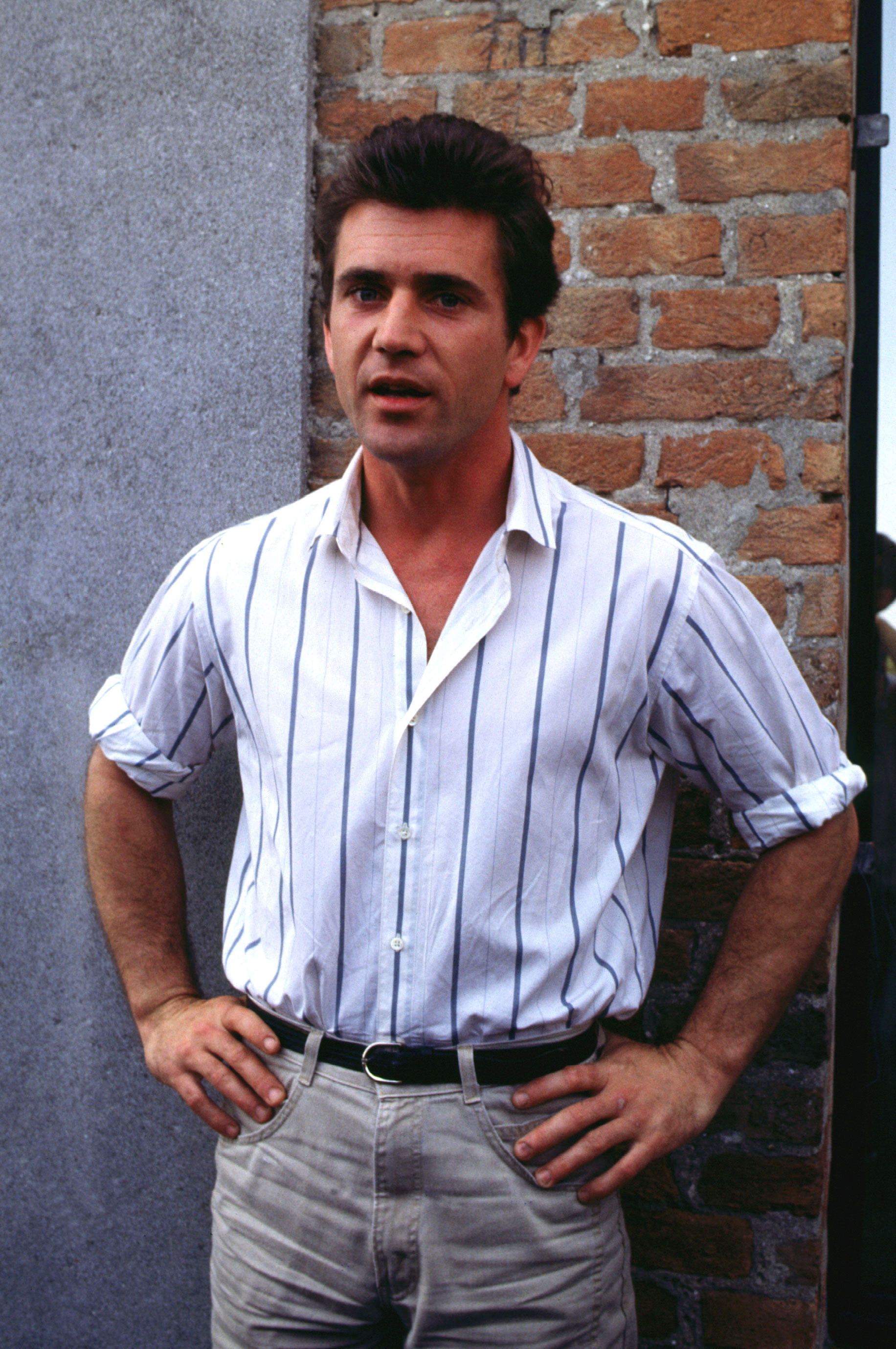
1985年

オーストラリア映画で活躍した後、1982年にアメリカ映画初出演。『リーサル・ウェポン』シリーズなどで人気を確たるものにした。監督業にも乗り出しており、1995年の『ブレイブハート』でアカデミー監督賞を受賞。2004年には、私財30億円を投じてイエス・キリストの最期を描いた『パッション』を製作。作品への評価は賛否が分かれたが、興行的には空前の大ヒットとなった。
しかし、2010年7月、下記の恋人に対するDV騒動によりハリウッド大手の「ウィリアム・モリス・エンデヴァー・エンターテイメント（WME）」はメルの代理人業を辞めることを発表。また、この影響で予定されていた『ハングオーバー!! 史上最悪の二日酔い、国境を越える』への出演が中止になった。

## 人物
歴史スペクタクルを監督する際は、あまり知られていない役者を起用し、当時使われていた言語や衣装、時代考察に徹底的にこだわって制作をすることで知られるが、そのこだわりは歴史的リアリティよりも彼の個人的なイデオロギーを表現することに注がれる。そのため、『アポカリプト』を製作した際は、マヤ文明の研究家や関係者から激しい非難を受けた。

## 私生活
- 熱心なカトリック教徒であり純潔運動家としても知られており、避妊や妊娠中絶への反対をメディアに公言している。
- 1979年に歯科看護師のロビン・デニース・ムーアと結婚し、男の子6人、女の子1人の計7人の子供がいる。2006年から別居し、2011年12月離婚[2]。その間、2009年5月、ロシア人の歌手オクサナ・グリゴリエヴァ（ロシア語版）との間に同年10月に子供ができたことが発表された[3]。2010年7月、オクサナへの暴言・暴行を行ったとされるテープが流出し[4]、警察がドメスティック・バイオレンス（DV）として捜査を始めた。RaderOnline.comによると、オクサナの弁護士は元妻ロビンが「メルは絶対、暴力なんて振るっていない。結婚の最中も別れた後もね」と7月に証言したことに対して、法廷への出廷を求めているという。また、TMZ.comによると、ロサンゼルス地方検事は、ドメスティックバイオレンス疑惑とグリゴリエヴァのメルへの恐喝罪をセットで調査を行った[5]。
- 2006年7月28日には、カリフォルニア州ロサンゼルス近郊にあるマリブの幹線道路でレクサスLS430を運転中に飲酒運転および67km/h以上の速度超過などの疑いで逮捕されている。この際に警官に対し「糞ユダヤ人ども…世界の戦争は全部ユダヤ人どものせいだ」（"Fucking Jews...Jews are responsible for all the wars in the world"）などと反ユダヤ的な差別発言をしたとされる（Mel Gibson DUI incidentを参照）[6]。逮捕後、ABCのTV番組に出演し「とても恥ずかしく思う。酒が入ると、物を見るときのバランスが悪くなって、間違いを犯してしまう。もう誰かを失望させるようなことはしたくない」と公式に謝罪した。なお、ギブソンは『パッション』製作時にエイブラハム・フォックスマンから強烈な抗議を受けていた。
- 2020年4月、新型コロナウイルスに感染し、ロサンゼルスの病院に1週間入院をした[7]。
- 双極性障害を患っている[8]。
- 2024年11月に行われた2024年アメリカ合衆国大統領選挙では共和党候補のドナルド・トランプを支持した[9][10]。

### 資産・金銭
2010年12月、BANG Media Internationalによると、プライバシーが足りないとの理由からコスタリカに所有している豪邸を3,500万ドル（日本円で約28億7,000万円）で売りに出した。メルが所有している500エーカー（約61万2,000坪）の土地にはスタッフが常駐しており、ベッドルームが7部屋ある母屋のほか、2ベッドルームの家が2軒ある。それぞれの建物にはプライベート・プールが完備されており、ジャングルに囲まれた土地は一部ビーチにも面しているためバケーションには最適だったが、最近はパパラッチがコスタリカまでついてくるようになったという。この土地は2007年に2,580万ドル（約21億1,560万円）で購入した土地で不動産エージェントは「当初は保養地として購入したのですが、最近ではパパラッチが追ってくるようになってしまったんです」とコメントしている。メルはこの家以外にもマリブの邸宅を1,450万ドル（約11億8,900万円）で6月に売りに出している。

## 『パッション』に関する論議
教皇空位論（第2バチカン公会議以降の教皇を教皇として認めない立場）を信奉する、超伝統主義カトリック教徒としても知られ、その信仰の篤さは自宅近くの丘にチャペルを建設してしまったほどである。2004年2月公開の『パッション』（日本公開は2004年5月）では、イエス・キリストの処刑までの12時間をリアルに描いて物議を醸した。

## フィルモグラフィー

### 映画
| 年   | 題名                                                     | 役名                                | 備考                                                                                                   | 吹替                                                                 |
| ---- | -------------------------------------------------------- | ----------------------------------- | --- | -------------------------------------------------------------------- |
| 1977 | 青春グラフィティ Summer City                             | スカロップ                          | 日本劇場未公開                                                                                         |                                                                      |
| 1979 | マッドマックス Mad Max                                   | マックス・ロカタンスキー            | | 安原義人（日本テレビ版）                                             |
| 1979 | ティム Tim                                               | ティム                              | 日本劇場未公開                                                                                         |                                                                      |
| 1981 | 誓い Gallipoli                                           | フランク                            | |                                                                      |
| 1981 | マッドマックス2 Mad Max 2: The Road Warrior              | マックス・ロカタンスキー            | 柴田恭兵（フジテレビ版） 鈴置洋孝（TBS版） 山寺宏一（テレビ朝日版） 安原義人（スーパーチャージャー版） |                                                                      |
| 1982 | 特別奇襲戦隊・Z Attack Force Z                           | ポール                              | 日本劇場未公開                                                                                         |                                                                      |
| 1982 | 危険な年 The Year of Living Dangerously                  | ガイ・ハミルトン                    | |                                                                      |
| 1984 | バウンティ/愛と反乱の航海 The Bounty                     | フレッチャー・クリスチャン          | |                                                                      |
| 1984 | ザ・リバー The River                                     | トム・ガーベイ                      | 牛山茂（フジテレビ版）                                                                                 |                                                                      |
| 1984 | 燃えつきるまで Mrs. Soffle                               | エド・ビドゥル                      | |                                                                      |
| 1985 | マッドマックス/サンダードーム Mad Max Beyond Thunderdome | マックス・ロカタンスキー            | 岡本富士太（フジテレビ版） 安原義人（スーパーチャージャー版）                                          |                                                                      |
| 1987 | リーサル・ウェポン Lethal Weapon                         | マーティン・リッグス                | 鈴置洋孝（TBS版） 磯部勉（テレビ朝日版）                                                               |                                                                      |
| 1988 | テキーラ・サンライズ Tequila Sunrise                     | マック （デイル・マキュージック）   | 神谷明（ソフト版） 野沢那智（フジテレビ版）                                                            |                                                                      |
| 1989 | リーサル・ウェポン2/炎の約束 Lethal Weapon 2             | マーティン・リッグス                | 世良公則（ソフト版） 鈴置洋孝（TBS版） 磯部勉（テレビ朝日版）                                          |                                                                      |
| 1990 | バード・オン・ワイヤー Bird on a Wire                    | リック・ジャーミン                  | 富山敬（ソフト版） 安原義人（テレビ朝日版）                                                            |                                                                      |
| 1990 | エア★アメリカ Air America                                | ジーン・リアック                    | 小川真司（ソフト版） 磯部勉（日本テレビ版）                                                            |                                                                      |
| 1990 | ハムレット Hamlet                                        | ハムレット                          | 竹内想                                                                                                 |                                                                      |
| 1992 | リーサル・ウェポン3 Lethal Weapon 3                      | マーティン・リッグス                | 安原義人（ソフト版） 磯部勉（テレビ朝日版）                                                            |                                                                      |
| 1992 | フォーエヴァー・ヤング 時を超えた告白 Forever Young      | ダニエル                            | 小川真司（ソフト版） 磯部勉（日本テレビ版） 山寺宏一（テレビ朝日版）                                   |                                                                      |
| 1993 | 顔のない天使 The Man Without a Face                      | ジャスティン・マクラウド            | 兼監督                                                                                                 | 磯部勉（ソフト版） 大塚智則（名古屋テレビ放送版）                    |
| 1994 | マーヴェリック Maverick                                  | ブレット・マーヴェリック            | | 安原義人（ソフト版） 大塚明夫（日本テレビ版、テレビ東京版）          |
| 1995 | ブレイブハート Braveheart                                | ウィリアム・ウォレス                | 兼監督・製作 アカデミー監督賞受賞                                                                      | 大塚明夫（ソフト版） 山寺宏一（テレビ朝日版）                        |
| 1995 | キャスパー Casper                                        | 本人役                              | | 不明（旧ソフト版） 不明（日本テレビ版） 梅津秀行（新ソフト版）       |
| 1995 | ポカホンタス Pocahontas                                  | ジョン・スミス                      | 声の出演                                                                                               | 古澤徹 立花敏弘（歌唱部分）                                          |
| 1996 | 身代金 Ransom                                            | トム・ミューレン                    | | 磯部勉（ソフト版、テレビ朝日版） 小山力也（日本テレビ版）            |
| 1997 | ファーザーズ・デイ Father's Day                          | ピアス店の男                        | 青山穣                                                                                                 |                                                                      |
| 1997 | 陰謀のセオリー Conspiracy Theory                         | ジェリー・フレッチャー              | 安原義人（ソフト版） 山寺宏一（テレビ朝日版）                                                          |                                                                      |
| 1997 | フェアリーテイル Fairy Tale: A True Story                | フランシスの父                      | クレジットなし                                                                                         | 不明                                                                 |
| 1998 | リーサル・ウェポン4 Lethal Weapon 4                      | マーティン・リッグス                | | 安原義人（ソフト版） 小山力也（日本テレビ版） 磯部勉（テレビ朝日版） |
| 1999 | ペイバック Pay Back                                      | ポーター                            | 磯部勉（ソフト版、テレビ朝日版） 小山力也（日本テレビ版）                                              |                                                                      |
| 2000 | ミリオンダラー・ホテル The Million Dollar Hotel          | スキナー刑事                        | 菅生隆之                                                                                               |                                                                      |
| 2000 | チキンラン Chicken Run                                   | ロッキー                            | 声の出演                                                                                               | 岸谷五朗 青山譲（予告）                                              |
| 2000 | パトリオット The Patriot                                 | ベンジャミン・マーティン            | | 菅生隆之（ソフト版） 磯部勉（テレビ東京版）                          |
| 2000 | ハート・オブ・ウーマン What Women Want                   | ニック・マーシャル                  | ゴールデングローブ 賞主演男優賞ノミネート                                                              | 安原義人（ソフト版） 磯部勉（日本テレビ版）                          |
| 2001 | インビンシブル Invincible                                | N/A                                 | 製作総指揮                                                                                             | N/A                                                                  |
| 2002 | ワンス・アンド・フォーエバー We Were Soldiers            | ハル・ムーア                        | 兼製作                                                                                                 | 磯部勉（ソフト版、フジテレビ版）                                     |
| 2002 | サイン Signs                                             | グラハム・ヘス                      | | 磯部勉（ソフト版、フジテレビ版）                                     |
| 2003 | 歌う大捜査線 The Singing Detective                       | ギボン医師                          | 兼製作                                                                                                 |                                                                      |
| 2004 | パッション Passion of the Christ                         | N/A                                 | 監督                                                                                                   | N/A                                                                  |
| 2004 | パパラッチ Paparazzi                                     | Anger Management Therapy Patient    | 兼製作 カメオ出演（クレジットなし）                                                                    | 不明                                                                 |
| 2006 | アポカリプト Apocalypto                                  | N/A                                 | 監督                                                                                                   | N/A                                                                  |
| 2010 | 復讐捜査線 Edge Of Darkness                              | トーマス・クレイヴン                | | 磯部勉                                                               |
| 2011 | それでも、愛してる The Beaver                            | ウォルター・ブラック                | （吹替版なし）                                                                                         |                                                                      |
| 2012 | キック・オーバー Get the Gringo                          | ドライバー                          | 兼脚本                                                                                                 | 磯部勉                                                               |
| 2013 | マチェーテ・キルズ Machete Kills                         | ルター・ヴォズ                      | | さかき孝輔                                                           |
| 2014 | エクスペンダブルズ3 ワールドミッション The Expendables 3 | コンラッド・ストーンバンクス        | 磯部勉                                                                                                 |                                                                      |
| 2014 | アサイラム 監禁病棟と顔のない患者たち Stonehearst Asylum | N/A                                 | 製作                                                                                                   | N/A                                                                  |
| 2016 | ブラッド・ファーザー Blood Father                        | ジョン・リンク                      | | 磯部勉                                                               |
| 2016 | ハクソー・リッジ Hacksaw Ridge                           | N/A                                 | 監督 アカデミー監督賞ノミネート                                                                        | N/A                                                                  |
| 2017 | パパVS新しいパパ2 Daddy's Home 2                         | カート・メイロン                    | 日本劇場未公開                                                                                         | 菅生隆之                                                             |
| 2018 | エア・ストライク 大轟炸                                  | N/A                                 | アートコンサルタント                                                                                   | N/A                                                                  |
| 2018 | ブルータル・ジャスティス Dragged Across Concrete         | ブレット・リッジマン                | | 磯部勉                                                               |
| 2019 | 博士と狂人 The Professor and the Madman                  | ジェームズ・マレー博士              | | 磯部勉                                                               |
| 2020 | リーサル・ストーム Force of Nature                       | レイ・バレット                      | 小原雅人                                                                                               |                                                                      |
| 2020 | クリスマス・ウォーズ Fatman                              | クリス・クリングル / サンタクロース | 磯部勉                                                                                                 |                                                                      |
| 2021 | コンティニュー Boss Level                                | クライヴ・ヴェンター大佐            | 井上和彦                                                                                               |                                                                      |
| 2021 | バッド・トレジャー Dangerous                             | エルダーウッド博士                  | カナダ公開：11月5日 日本公開：2022年7月19日 『カリテ・ファンタスティック! シネマコレクション2022』     | 金尾哲夫                                                             |
| 2022 | Last Looks                                               | Alastair Pinch                      | | N/A                                                                  |
| 2022 | ファーザー・スチュー/闘い続けた男 Father Stu             | ビル・ロング                        | 日本劇場未公開                                                                                         | 菅生隆之                                                             |
| 2022 | エージェント・ゲーム Agent Game                          | オルセン                            | 日本劇場未公開                                                                                         |                                                                      |
| 2022 | ホット・シート Hot Seat                                  | ウォレス                            | | さかき孝輔                                                           |
| 2022 | ミッドナイト・マーダー・ライブ On the Line               | エルヴィス                          | 兼製作総指揮                                                                                           | 磯部勉                                                               |
| 2023 | Confidential Informant                                   | Kevin Hickey                        | | N/A                                                                  |
| 2023 | サウンド・オブ・フリーダム Sound of Freedom              | N/A                                 | 製作総指揮                                                                                             | N/A                                                                  |
| 2023 | Desperation Road                                         | Mitchell Gaines                     | | N/A                                                                  |
| 2024 | Boneyard                                                 | Agent Petrovick                     | |                                                                      |
| 2025 | フライト・リスク Flight Risk                             | N/A                                 | 監督・製作                                                                                             | N/A                                                                  |
| TBA  | Lethal Weapon 5                                          | マーティン・リッグス                | 兼監督・製作                                                                                           |                                                                      |
| TBA  | Passion of the Christ sequel                             |                                     | 兼監督・製作                                                                                           |                                                                      |

### テレビ・配信
| 年        | 題名                                                                                       | 役名          | 備考                                                                | 吹替     |
| --------- | ------------------------------------------------------------------------------------------ | ------------- | ------------------------------------------------------------------- | -------- |
| 1976-1983 | The Sullivans                                                                              | Ray Henderson | 計4話出演                                                           | N/A      |
| 1977-1984 | Cop Shop                                                                                   | Peter Lang    | 計2話出演                                                           | N/A      |
| 1989      | サタデー・ナイト・ライブ Saturday Night Live                                               | ホスト        | 「Mel Gibson / Living Colour」                                      |          |
| 1999      | ザ・シンプソンズ The Simpsons                                                              | 本人役        | 声の出演 第11シーズン第1話「メル・ギブソンを100倍スターにする方法」 | 大塚芳忠 |
| 2004-2005 | Complete Savages                                                                           | Officer Cox   | 兼監督・製作総指揮                                                  | N/A      |
| 2023      | ザ・コンチネンタル:ジョン・ウィックの世界から The Continental: From the World of John Wick | コーマック    | ミニシリーズ                                                        | 磯部勉   |

## 受賞
| 賞                                                   | 年     | 作品                                   | 部門                                                       | 結果       |
| ---------------------------------------------------- | ------ | -------------------------------------- | ---------------------------------------------------------- | ---------- |
| アカデミー賞                                         | 1996年 | ブレイブハート                         | 作品賞                                                     | 受賞       |
| アカデミー賞                                         | 1996年 | ブレイブハート                         | 監督賞                                                     | 受賞       |
| アカデミー賞                                         | 2017年 | ハクソー・リッジ                       | 監督賞                                                     | ノミネート |
| 英国アカデミー賞                                     | 1996年 | ブレイブハート                         | 監督賞                                                     | ノミネート |
| 英国アカデミー賞                                     | 2007年 | アポカリプト                           | 非英語作品賞                                               | ノミネート |
| 全米監督協会賞                                       | 1996年 | ブレイブハート                         | 最優秀監督賞（長編映画部門）                               | ノミネート |
| ゴールデングローブ賞                                 | 1996年 | ブレイブハート                         | 監督賞                                                     | 受賞       |
| ゴールデングローブ賞                                 | 1997年 | 身代金                                 | 映画部門 主演男優賞 (ドラマ部門)                           | ノミネート |
| ゴールデングローブ賞                                 | 2001年 | ハート・オブ・ウーマン                 | 映画部門 主演男優賞 (ミュージカル・コメディ部門)           | ノミネート |
| ゴールデングローブ賞                                 | 2017年 | ハクソー・リッジ                       | 監督賞                                                     | ノミネート |
| オーストラリア映画批評家協会賞                       | 2017年 | ハクソー・リッジ                       | 監督賞                                                     | ノミネート |
| オーストラリア映画テレビ芸術アカデミー賞 （AACTA賞） | 1979年 | ティム                                 | 主演男優賞                                                 | 受賞       |
| オーストラリア映画テレビ芸術アカデミー賞 （AACTA賞） | 1981年 | 誓い                                   | 主演男優賞                                                 | 受賞       |
| オーストラリア映画テレビ芸術アカデミー賞 （AACTA賞） | 1982年 | 危険な年                               | 主演男優賞                                                 | ノミネート |
| オーストラリア映画テレビ芸術アカデミー賞 （AACTA賞） | 2002年 | N/A                                    | グローバル業績賞                                           | 受賞       |
| オーストラリア映画テレビ芸術アカデミー賞 （AACTA賞） | 2016年 | ハクソー・リッジ                       | 監督賞                                                     | 受賞       |
| オーストラリア映画テレビ芸術アカデミー賞 （AACTA賞） | 2017年 | ハクソー・リッジ                       | 国際監督賞                                                 | 受賞       |
| ブロックバスター・エンターテインメント賞             | 1997年 | 身代金                                 | Favorite Actor - Suspense                                  | 受賞       |
| ブロックバスター・エンターテインメント賞             | 1998年 | 陰謀のセオリー                         | Favorite Actor - Suspense                                  | 受賞       |
| ブロックバスター・エンターテインメント賞             | 1999年 | リーサル・ウェポン4                    | Favorite Duo - Action/Adventure                            | ノミネート |
| ブロックバスター・エンターテインメント賞             | 2000年 | ペイバック                             | Favorite Actor - Action                                    | ノミネート |
| ブロックバスター・エンターテインメント賞             | 2001年 | パトリオット                           | Favorite Actor - Drama                                     | 受賞       |
| ブロックバスター・エンターテインメント賞             | 2001年 | ハート・オブ・ウーマン                 | Favorite Actor - Comedy/Romance                            | ノミネート |
| クリティクス・チョイス・アワード                     | 1996年 | ブレイブハート                         | 監督賞                                                     | 受賞       |
| クリティクス・チョイス・アワード                     | 2016年 | ハクソー・リッジ                       | 監督賞                                                     | ノミネート |
| ファンゴリア・チェーンソー賞                         | 2003年 | サイン                                 | 主演男優賞                                                 | ノミネート |
| オーストラリア映画批評家協会賞                       | 2017年 | ハクソー・リッジ                       | 監督賞                                                     | ノミネート |
| ゴールデンラズベリー賞                               | 2015年 | エクスペンダブルズ3 ワールドミッション | 最低助演男優賞                                             | ノミネート |
| ゴールデンラズベリー賞                               | 2017年 | ハクソー・リッジ                       | 名誉挽回賞                                                 | 受賞       |
| ゴールデンラズベリー賞                               | 2018年 | パパVS新しいパパ2                      | 最低助演男優賞                                             | 受賞       |
| ゴールデンラズベリー賞                               | 2022年 | バッド・トレジャー                     | 最低助演男優賞                                             | ノミネート |
| カルロヴィ・ヴァリ国際映画祭                         | 2014年 | N/A                                    | Special Prize for Outstanding Contribution to World Cinema | 受賞       |
| ハリウッド映画賞                                     | 2004年 | パッション                             | プロデューサー・オブ・ザ・イヤー                           | 受賞       |
| ハリウッド映画賞                                     | 2016年 | ハクソー・リッジ                       | プロデューサー・オブ・ザ・イヤー                           | 受賞       |
| アイルランド映画＆テレビ賞                           | 2008年 | N/A                                    | Outstanding Contribution to World Cinema                   | 受賞       |
| ジュピター賞                                         | 1996年 | ブレイブハート                         | 国際監督賞                                                 | 受賞       |
| MTVムービー&TVアワード                               | 1993年 | リーサル・ウェポン3                    | Best On-Screen Duo                                         | 受賞       |
| MTVムービー&TVアワード                               | 1993年 | リーサル・ウェポン3                    | Best Action Sequence                                       | 受賞       |
| MTVムービー&TVアワード                               | 1993年 | リーサル・ウェポン3                    | Most Desirable Male                                        | ノミネート |
| MTVムービー&TVアワード                               | 1993年 | リーサル・ウェポン3                    | Best Kiss                                                  | ノミネート |
| MTVムービー&TVアワード                               | 1996年 | ブレイブハート                         | Best Male Performance                                      | ノミネート |
| MTVムービー&TVアワード                               | 1996年 | ブレイブハート                         | Most Desirable Male                                        | ノミネート |
| MTVムービー&TVアワード                               | 1999年 | リーサル・ウェポン4                    | Best Action Sequence                                       | ノミネート |
| MTVムービー&TVアワード                               | 2001年 | パトリオット                           | Best Male Performance                                      | ノミネート |
| ナショナル・ボード・オブ・レビュー賞                 | 1995年 | ブレイブハート                         | Special Filmmaking Achievement                             | 受賞       |
| キッズ・チョイス・アワード                           | 2001年 | チキンラン                             | Favorite Voice from an Animated Movie                      | ノミネート |
| 北テキサス映画批評家協会賞                           | 2017年 | ハクソー・リッジ                       | 監督賞                                                     | 第3位      |
| ピープルズ・チョイス・アワード                       | 1991年 | N/A                                    | Favorite Motion Picture Actor                              | 受賞       |
| ピープルズ・チョイス・アワード                       | 1997年 | N/A                                    | Favorite Motion Picture Actor                              | 受賞       |
| ピープルズ・チョイス・アワード                       | 2001年 | N/A                                    | Favorite Motion Picture Star in a Drama                    | 受賞       |
| ピープルズ・チョイス・アワード                       | 2001年 | N/A                                    | Favorite Motion Picture Actor                              | 受賞       |
| ピープルズ・チョイス・アワード                       | 2003年 | N/A                                    | Favorite Motion Picture Actor                              | 受賞       |
| ピープルズ・チョイス・アワード                       | 2004年 | N/A                                    | Favorite Motion Picture Actor                              | 受賞       |
| フェニックス映画批評家協会賞                         | 2016年 | ハクソー・リッジ                       | 監督賞                                                     | ノミネート |
| サテライト賞                                         | 2005年 | パッション                             | 監督賞                                                     | 受賞       |
| サテライト賞                                         | 2017年 | ハクソー・リッジ                       | 監督賞                                                     | ノミネート |
| サターン賞                                           | 1983年 | マッドマックス2                        | 主演男優賞                                                 | ノミネート |
| サターン賞                                           | 2007年 | アポカリプト                           | 監督賞                                                     | ノミネート |
| サターン賞                                           | 2019年 | ブルータル・ジャスティス               | 主演男優賞                                                 | ノミネート |

## 日本語吹き替え

### 専属声優（フィックス）
磯部勉
『エア・アメリカ』（日本テレビ版）で初担当。以降、ギブソンの専属（フィックス）として大半の出演作で吹き替えを務めるようになり、「ギブソンの吹き替えでお馴染みの磯部」「ギブソンと共に歩んできた男」と評されるほどに定着した。
ギブソンの代表作である『リーサル・ウェポン』シリーズの主人公、マーティン・リッグス役は全作品を担当し、同シリーズのテレビ朝日版では池田勝（同じくダニー・グローヴァーの吹き替えを数多く担当）との掛け合いをマシンガントークで演じ、『ハート・オブ・ウーマン』（日本テレビ版）、『ブラッド・ファーザー』、『キック・オーバー』などにおけるコミカルな役まで吹き替えを行った。
磯部はギブソンを吹き替えることについて、特に『リーサル・ウェポン』シリーズに関しては、スピード感と緊張感に満ちた作品であることから、セリフを言うたびに目の前に星がちらつくこともあったといい、「これまで、彼（ギブソン）の激しい感じを出す事を意識していて、激しくしゃべりすぎて酸欠になった事もあった。だけど、長年吹き替えをやってきて、次第に、どこで息継ぎをするのか等クセが分かってきた」と一体感を覚えるようになったと語り、ギブソンの演技についても「やっぱり彼は、こういった荒ぶる男の役が似合うと思う。60過ぎで、自分より少し年下だけど、あのたくましさはやはりすごいね」と感嘆している。
後年のインタビューによると磯部は、「メル・ギブソンだったらこの声というのはない」としつつも、多くの作品で吹き替えを務めている中でギブソンの芝居のリズムや呼吸などを予測できるようになる感覚があったといい、セリフを喋るトーンや間合いなども長年に渡って吹き替えているうちに自然と掴めるようになり、現在では特徴を捉えることが出来たため演じやすくなったと話している。
先述の『ブラッド・ファーザー』では予告編のナレーションを担当しており、「今回は彼の映画のナレーションをするのは初めてだけど、ずっと吹替をやってきた人のナレーションが出来るのは光栄だね」と感慨深げに述べ、長年ギブソンの吹き替えを担当している磯部ならではの愛着を見せるコメントをしている。
ギブソンの代表作の一つである『マッドマックス』シリーズに関しても、BSジャパンにて磯部による新録吹替が企画されたことがあったものの、実現しなかった。これは同時期に後述の安原による新録が既に行われていたためである。
また、2024年（令和6年）度前期放送のNHK「連続テレビ小説」第110作『虎に翼』に磯部がサプライズ出演した際には、これまでの磯部の実績も相まって「ウルトラマン（古谷敏）を弁護するメル・ギブソン」などとネット上で話題を集めた。

### その他の担当声優
安原義人
『マッドマックス』（日本テレビ版）で初担当。同シリーズをはじめとして、主にデビュー初期の作品のソフト版を担当し、磯部の次に多く吹き替えている。
『マッドマックス』シリーズのギブソン演ずるマックス・ロカタンスキー役は当初、第1作のみの担当となっていたが、『マッドマックス トリロジー スーパーチャージャー・エディション ブルーレイ版 スチールブック仕様』の発売時には2・3作目にも安原を迎えたスーパーチャージャー版が新規製作・収録された。
安原はギブソンを「意外にチャーミングな一面のある、面白みのある俳優」と評しており、吹き替えを務めていた当時のギブソンについて「表情が他の役者とはちょっと違うんですよね。追い詰められた小動物みたいな目つきをしてるでしょう。そこが、不思議な役者だと思いましたね」と述べている。
特番『ふきカエ ゴールデン・エイジ』後編で安原自身はギブソンについて「（ギブソンは）コメディなら自分も合う」と話しており、全般的には磯部の方が適任であると考えているという。なお、『パトリオット』（テレビ東京版）ではチェッキー・カリョの吹き替えを担当し、磯部演ずるギブソンと共演した。
このほかにも、鈴置洋孝、山寺宏一、菅生隆之、小山力也、小川真司、大塚明夫、さかき孝輔、青山穣なども複数回、声を当てている。